# Малендома, Тимоте
Тимоте Малендома (фр. Timothée Malendoma; 1935, Декоа, Убанги-Шари, Французская Экваториальная Африка — 12 декабря 2010, Банги, Центрально-Африканская Республика) — центрально-африканский политический деятель, премьер-министр Центрально-Африканской Республики (1992—1993).

## Биография
Был последним остававшимся в живых офицеров, участвовавших в военном перевороте 1965 года, благодаря которому к власти пришел Жан-Бедель Бокасса. Именно он взял под контроль здание национальной телекомпании. Затем работал в Париже в штаб-квартире «Эр Африк».
В 1991 году, находясь в оппозиции к президенту ЦАР Андре Колингбе, выступил с открытым письмом о необходимости введения в стране многопартийной системы. Был президентом Гражданского форума, одной из оппозиционных политических партий, которые стали участниками "Больших национальных дебатов, инициированных Колингбой в 1992 году. В декабре того же года был назначен премьер-министром, однако уже в феврале 1993 года, Колингба обвинил Малендому в «блокировании демократического процесса» и уволил его. На президентских выборах 1993 года выдвигался на пост главы государства, но получил лишь 2,03 % голосов в свою поддержку.
Впоследствии был депутатом Национального собрания, находился в оппозиции и к следующему президенту страны Анж-Феликсe Патассе, после прихода к власти Франсуа Бозизе также остался в оппозиции. В 2004 году выступил против нахождения в ЦАР бывшего президента Гаити Жана-Бертрана Аристида, назвав его диктатором.
В 2005 году проиграл в ходе проведения парламентских выборов.

## Смерть
Малендома был госпитализирован в больницу общего профиля Банги в конце ноября 2010 года с неотложной гипертонической болезнью и умер 12 декабря в возрасте 75 лет. После его смерти Гражданский форум не участвовал в последующих выборах.